# Eurycea multiplicata
Eurycea multiplicata (tên tiếng Anh: Many-ribbed Salamander) là một loài kỳ giông thuộc họ Plethodontidae.
Nó là loài đặc hữu của Hoa Kỳ.
Các môi trường sống tự nhiên của chúng là các khu rừng ôn hòa, sông, suối nước ngọt, carxtơ nội địa, và hang.